# Thomas James (bibliothécaire)
Pour les articles homonymes, voir Thomas James (homonymie) et James.
Thomas James (vers 1573 – août 1629) est un bibliothécaire, premier responsable de la bibliothèque bodléienne de l'université d'Oxford.

## Biographie
Il est né vers 1573 à Newport (île de Wight). En 1586 il est admis au Winchester College situé dans le Hampshire. Il s'inscrit le 28 janvier 1592 à New College d'Oxford à l'âge de 19 ans, et il y est étudiant de 1593 à 1602. Il obtient son B.A. le 3 mai 1595, son M.A. le 5 février 1599, son B.D. et son D.D. le 16 mai 1614.
Ses connaissances sont si étendues que certains l'appellent « la bibliothèque vivante ». Il a aussi des dons pour déchiffrer les manuscrits et en détecter les faux. Ses premiers travaux comme auteur consistent à traduire de l'italien Les Commentaires du cantique des cantiques d'Antonio Brucioli, qui reçoit l'autorisation d'impression en novembre 1597 (Stationer's Register), et du français La Philosophie morale des Stoïques de Guillaume du Vair en 1598. Il édite ensuite, en 1599, le Philobiblon de l'évêque Richard de Bury, appelé aussi Aungervile, le dédicaçant à sir Thomas Bodley. Vers cette époque, il obtient la permission d'examiner les manuscrits des bibliothèques des collèges d'Oxford, et est autorisé à en prendre quelques-uns, essentiellement ceux des Pères de l'Église, qu'il remet à la bibliothèque bodléienne avec une soixantaine de livres imprimés. Comme résultat de ses recherches, il publie Ecloga Oxonio-Cantabrigiensis, tributa in libros duos en 1600, un ouvrage chaudement recommandé par Joseph Juste Scaliger.
Dès le début, Bodley installe James comme le conservateur de sa bibliothèque, et ce poste est confirmé par l'université en 1602. Le 14 septembre de cette année-là, il est nommé également recteur de la paroisse de St Aldate à Oxford. Son salaire de bibliothécaire est tout d'abord de 5£, 13s et 4d par trimestre, mais il menace de démissionner s'il n'obtient pas 30 à 40£ par an. Il demande également la permission de se marier. Bodley, qui fait du célibat une règle stricte dans ses statuts, reproche à James ses requêtes inopportunes et déraisonnables, mais il l'autorise finalement à prendre femme.
En 1605, apparaît le premier catalogue de la bibliothèque compilée par James et dédiée à Henri, prince de Galles, selon la suggestion de Bodley, qui pense qu'il y a plus à gagner du prince que du roi. Ce catalogue comprend à la fois les livres imprimés et les manuscrits, classés alphabétiquement et rangés en quatre classes : la théologie, la médecine, le droit et les arts.
En décembre 1610, la bibliothèque commence à recevoir des copies de tous les ouvrages publiés par les membres du Registre des Libraires selon un accord conclu entre eux et Bodley, sur une suggestion de James. En 1614, James devient recteur de Mongeham dans le Kent.
Au début de mai 1620, il est obligé de démissionner de son poste de bibliothécaire pour raison de santé. Mais il avait préparé auparavant une seconde édition de son catalogue qui paraît en juillet. Ce catalogue abandonne l'ancienne classification pour ne conserver qu'un rangement alphabétique.
Lors de la réunion du Parlement à Oxford en 1625, James propose qu'un certain nombre d'universitaires soient chargés d'examiner tous les manuscrits des Pères de l'Église se trouvant dans les bibliothèques publiques et privées, afin de détecter les erreurs introduites par les éditeurs catholiques. Sa proposition ne rencontrant guère d'encouragements, il s'attelle seul à la tâche.
Il meurt à Oxford en août 1629 à l'âge de 58 ans. Il est enterré à la nouvelle chapelle du College.

## Ouvrages
Parmi les ouvrages non encore décrits dans le texte ci-dessus, on peut citer :
- Bellum Papale, sive Concordia discors Sixti Quinti & Clementis Octavi circa Hieronymianam Editionem, Londres, 1600; 1678.
- Concordantiæ sanctorum Patrum, i.e. vera & pia Libri Canticorum per Patres universos, tam Græcos quam Latinos, Expositio, Oxford, 1607.
- An Apologie for John Wickliffe, shewing his Conformitie with the now Church of England, Oxford, 1608; en réponse à Robert Parsons et à d'autres.
- Bellum Gregorianum, sive Corruptionis Romanæ in Operibus D. Gregorii M. jussu Pontificum Rom. recognitis atque editis ex Typographica Vaticana loca insigniora, observata, Theologis ad hoc officium deputatis, Oxford, 1610.
- A Treatise of the Corruption of Scripture, Counsels, and Fathers, by … the Church of Rome. … Together with a sufficient Answere unto J. Gretser and A. Possevine, Jesuites, and the unknowne Author of the Grounds of the Old Religion and the New, 5 pts. Londres, 1611; d'autres éditions en 1612, 1688, et 1843 contre Jacob Gretser et Antonio Possevino.
- The Jesuits Downefall threatened against them by the Secular Priests for their wicked lives, accursed manners, heretical doctrine, etc. Together with the Life of Father Parsons, Oxford, 1612.
- Index generalis sanctorum Patrum, ad singulos versus cap. 5. secundum Matthæum, Londres, 1624.
- G. Wicelii Methodus Concordiæ Ecclesiasticæ … Adjectæ sunt notæ … et vita ipsius … una cum enumeratione auctorum qui scripserunt contra squalores … Curiæ Romanæ, Londres, 1625. Sur Georg Witzel.
- Vindiciæ Gregorianæ, seu restitutus innumeris pæne locis Gregorius M., ex variis manuscriptis … collatis, Genève, 1625, avec une préface de B. Turrettinus.
- A Manuduction or Introduction unto Divinitie: containing a confutation of Papists by Papists throughout the important Articles of our Religion, Oxford, 1625.
- The humble … Request of T. James to the Church of England, for, and in the behalfe of, Bookes touching Religion, Oxford? 1625?
- An Explanation or Enlarging of the Ten Articles in the Supplication of Doctor James, lately exhibited to the Clergy of England, (en référence à une nouvelle édition prévue des Fathers), Oxford, 1625.
- Specimen Corruptelarum Pontificiorum in Cypriano, Ambrosio, Gregorio M. & Authore operis imperfecti, & in jure canonico Londres, 1626[3].
- Index generalis librorum prohibitorum a Pontificiis, Oxford, 1627[4].

On a dit que James était le « théologien catholique » qui a édité avec une préface et des notes en anglais le tract intitulé : Fiscus Papalis; sive, Catalogus Indulgentiarum & Reliquiarum septem principalium Ecclesiarum urbis Romæ ex vetusto Manuscripto Codice descriptus, Londres, 1617; et une autre édition en 1621, accompagnée de la version anglaise de William Crashaw.